# Pernell Phillips
Pernell Phillips (5 de abril de 1985) es un jugador profesional de fútbol americano, juega la posición de defensive tackle actualmente es agente libre. De colegial jugo con Central State.
También jugo con Cincinnati Bengals en la National Football League y California Redwoods en la United Football League.

## Estadísticas UFL
| Temporada | Año | Tkl | Ast | Tot | Sck | Yds | FF |
| --------- | --- | --- | --- | --- | --- | --- | -- |
| 2009      | CAR | 1   | 3   | 2.5 | 0.5 | 4   | 0  |